# 正村商会
正村商会株式会社（まさむらしょうかい）は、かつて存在したパチンコホール運営企業。愛知県名古屋市西区に本社を置き、パチンコ店のほか、新潟県妙高市の赤倉温泉にて「ホテル太閤」を経営していた。

## 歴史
1927年（昭和2年）、正村竹一が名古屋市西区江川横町（当時）にて「正村竹一商店」を開業。当初はガラス商を営んでいた。
1936年（昭和11年）、名古屋で遊技業を営んでいた藤井正一が正村にパチンコ台用のガラス板の調達を依頼。完成した機械を納入し、同年西区弁天通にパチンコ店「スピード野球ボール」を開店。これをきっかけにパチンコに関わるようになった。
その後1942年（昭和17年）に、パチンコは不要不急の娯楽として製造、営業共に禁止となる。終戦後の1946年（昭和21年）5月、西区江川端町にて「浄心遊技場」（後のパチンコ正村浄心店）を開店し営業を再開した。
1948年（昭和23年）頃、パチンコの娯楽性を高めるためそれまで等間隔に打ち込まれていた盤面の釘配列を改良し、「正村ゲージ」を考案。それを適用した「正村ゲージオール10」や「正村ゲージオール15」がヒットしたほか、同業他社も類似の機種を製造するようになり、現代パチンコの基礎を作ったとも言われている。
1951年（昭和26年）、株式会社正村商会を設立し法人化。ピーク時にはパチンコ台を月あたり2～3万台製造していたとされている。
1965年頃にパチンコ台の製造から撤退し、以降はホール事業とホテル事業が中心となる。
パチンコ店は「パチンコ正村」等の店名で愛知県と岐阜県にて展開していたが、末期には本社ビル内の「パチンコマサムラ」と「正村寿呂斗館」の2店になっていた。
平成年代には売上高が70億円台に達した時期もあったが、大手ホール事業者の進出による競争激化で業績が低下し資金繰りが悪化。2009年4月期には売上高が約14億円に低下していた。そして2010年（平成22年）6月24日をもって事業を停止し、自己破産を申請した。負債額は約11億6500万円。

## 年表
- 1927年（昭和2年） - 「正村竹一商店」を開業[2]。
- 1951年（昭和26年） - 「株式会社正村商会」設立[7]。
- 1955年（昭和30年）9月1日 - 新会社「正村商会株式会社」を設立[12]。
- 1956年（昭和31年）12月 - 赤倉温泉「ホテル太閤」を開業[1]。
- 1991年（平成3年）12月1日 - 「正村竹一資料室・パチンコミュージアム」開室[13]。
- 2010年（平成22年）6月24日 - 事業停止。

## 機種
- 小物（1946年）
- 宝くじ（1948年）
- 正村ゲージオール10（1950年）
- 正村ゲージオール15（1950年）
- 正村ゲージオール20（1951年）
- 連発式オール15（1953年）

## 正村竹一資料室・パチンコミュージアム
1991年（平成3年）11月竣工の正村商会本社ビル3階にあった、パチンコに関する博物館。往年のパチンコ台や正村竹一が使用していた道具等が展示されていた。入室は無料であった。
正村商会の事業停止に伴い閉鎖され、展示品は日本遊技機工業組合（日工組）にて保管されている。